# Bakonynána
Bakonynána is een plaats (község) en gemeente in het Hongaarse comitaat Veszprém. Bakonynána telt 1062 inwoners (2001).